# Свети-Криж-Зачретье
Свети-Криж-Зачретье (хорв. Sveti Križ Začretje) — община с центром в одноимённом посёлке на севере Хорватии, в Крапинско-Загорской жупании. Население общины 6185 человек (2011), население посёлка Свети-Криж-Зачретье — 897 человека. Подавляющее большинство населения — хорваты (99,3 %). В состав общины кроме административного центра входят ещё 18 деревень.
Община расположена в Хорватском Загорье к северу от города Забок в долине речки Шемницы, небольшого притока Крапины. Через территорию общины проходит автобан A2 и параллельное бесплатное шоссе-дублёр, связывающие Забок и Крапину. Расстояние от посёлка Свети-Криж-Зачретье до Забока — 5 километров, до Крапины — 7 километров. Также в посёлке есть железнодорожная станция на тупиковой ветке Забок — Крапина.
В общине сохранилось несколько важных архитектурных памятников: замок Свети-Криж-Зачретье (XVII—XVIII века), приходская церковь Святого Креста в центре общины, несколько старинных часовен в деревнях общины.